# Милица Рибникар
Милица Рибникар (Београд, 18. април 1931 — Београд, 1. март 2002) била je српска вајарка и сликарка.

## Биографија
Рођена је 18. априла 1931. у Београду као једно од троје деце Владислава С. Рибникара. Завршила је Академију ликовних уметности у Београду 1951. и Мајсторску радионицу Томе Росандића 1955. године.
Учествовала је на колективним изложбама Удружења ликовних уметника Србије, у Салону 54 и 56 у Ријеци, Трећој изложби сликарства и вајарства Савеза ликовних уметника Југославије у Дубровнику од 1. августа до 1. септембра 1951, изложби „Салон '54: изложба сувременог сликарства и кипарства ФНРЈ” у Ријеци од 7. до 30. марта 1954, Првом бијеналу медитеранских земаља у Александрији од 26. јула до 15. септембра 1955, изложби „Послератна вајарска генерација Србије 1945—1955” у галерији Дома војске у Београду од 25. септембра до 20. октобра 1955, изложби младих југословенских уметника у Милану од 26. априла до 10. маја 1956, изложби „Савремена српска скулптура” у Уметничком павиљону „Цвијета Зузорић” од 12. до 28. јануара 1957, Првом бијеналу младих југословенских уметника у Галерији ликовних уметности у Ријеци од 18. јуна до августа 1960, изложби „Двадесет година београдске скулптуре 1944—1964” у галерији Културног центра Београд у октобру 1964. и „Изложба скулптура: дела аутора из збирке” у Галерији ликовне уметности поклон збирке Рајка Маузића у априлу 1992. године.
Самостално је излагала са изложбом „Милица Рибникар: скулптуре, слике, пастели, колажи” у Галерији ликовне уметности поклон збирке Рајка Маузића од 29. априла до јуна 1996. Урадила је већи број рељефа, женских актова, портрета, фигурина и јавних споменика. Године 1953. је добила прву награду на интерном конкурсу за фигуру Јована Стерије Поповића за Стеријино позорје.
Према њеном решењу је 1977. подигнута Скадарлијска чесма, а била је и коаутор идејног пројекта ТВ куле на Иришком венцу. Аутор је великог броја портрета, углавном уметника, њених колега и пријатеља међу којима су Марио Маскарели, Петар Омчикус, Изет Хајдархоџић, Јованка Бјегојевић и Александар Јоксимовић. Њене скулптуре се налазе у колекцијама Музеја савремене уметности у Београду, Музеју „Политике”, Галерији ликовне уметности поклон збирке Рајка Мамузића и Народном музеју на Цетињу.
Већи број њених дела се налазио у приватним збиркама Катарине Амброзић, Душана Ристића, Васка Попе, Јаре Рибникар, Миле Меденице и породица из Београда, Новог Сада, Дубровника, Сарајева и Сплита.
Била је удата за Угљешу Богуновића. Преминула је 1. марта 2002. у Београду.